# لوانزينهو
لوان مارتينز بيريرا المعروف بـلويزينهو (21 أبريل 2000 في البرازيل - ) هو لاعب كرة قدم إماراتي من أصل برازيلي في مركز الوسط يلعب حالياً مع نادي الشارقة.
لعب في الفئات السنية في نادي أفاي و حصل على الجنسية الإماراتية في عام 2024.

## روابط خارجية
- لوان مارتينز بيريرا على موقع قاعدة بيانات كرة القدم.إي يو (الإنجليزية)
- لوان مارتينز بيريرا على موقع Soccerway.com (الإنجليزية)